# 岩間天嗣
岩間 天嗣（いわま たかつぐ、1983年8月20日 - ）は、日本の俳優。岐阜県出身。身長179cm。
本名同じ。愛称はテンシ。

## 人物
- 岐阜県立岐阜商業高校時代は、強豪で知られる野球部に所属し、現在でも野球を得意としている。青木高広は2学年上、黒瀬春樹は2学年下にあたる。高千穂大学でも1年まで野球部に所属し、外野手だった。
- 特技は大食いとボウリング。

## 出演

### テレビドラマ
- 弟（2005年、テレビ朝日）
- 浅見光彦シリーズ 耳なし芳一からの手紙（2007年、フジテレビ）
- 風魔の小次郎（2007年、東京MX）
- 古都鎌倉奇跡の石殺人事件（2007年、テレビ東京）
- ここはグリーンウッド（2008年、東京MX）
- なでしこ隊（2008年、フジテレビ）
- 仮面ライダーディケイド（2009年、テレビ朝日） - 佐藤博彦 役
- ラストマネー -愛の値段-（2011年、NHK）
- 平清盛（2012年、NHK）
- 警視庁捜査一課9係 season7（2012年）
- ルーズヴェルト・ゲーム（2014年、TBS） - 荒井 役

### 映画
- 「戦国自衛隊1549」手塚昌明監督（2005年）
- 「破天荒力」市川徹監督（2007年）
- 「北辰斜めにさすところ」神山征二郎監督（2007年）
- 「すんドめ1〜4」宇田川大吾監督（2007年〜2009年）
- 「ラストゲーム・最後の早慶戦」神山征二郎監督（2008年）
- 「フレフレ少女」渡辺謙作監督（2008年）
- 「静かなるドン・序章」城定秀夫監督（2008年）
- 「特命女子アナ並野容子2」田尻裕司監督（2009年）
- 「20世紀少年 -最終章-ぼくらの旗」堤幸彦監督（2009年）
- 「ビターコーヒーライフ」横山浩之監督（2011年）
- 「11・25自決の日 三島由紀夫と若者たち」若松孝二監督（2012年）
- 「クラブアンダルシア」和田秀樹監督（2013年）
- 「千年の愉楽」若松孝二監督（2013年）
- 「私は絶対許さない」和田秀樹監督（2018年）

### CM
- トラスコ中山（2004年）
- プロピア（2006年）
- 佐鳴予備校（2007年）
- サンキョー（2008年）

### 舞台
多数出演